# Nederlands rechtspersonenrecht
Het Nederlandse rechtspersonenrecht is het deel van het Nederlandse recht waar regels zijn gegeven voor het oprichten, instandhouden, besturen en opheffen van organen, organisaties en andere juridische structuren die rechtspersoonlijkheid hebben. Dit wil zeggen dat ze zelfstandig rechten en plichten kunnen hebben en uitoefenen, los van de mensen die ermee verbonden zijn. 
Zulke structuren worden in de wet rechtspersonen genoemd, als zodanig staan ze tegenover natuurlijke personen. 
Het rechtspersonenrecht is in Nederland primair geregeld in Boek 2 van het Burgerlijk Wetboek. Daarnaast zijn er wetten met aanvullende regels, zoals de Handelsregisterwet die bepaalt dat alle rechtspersonen zich moeten inschrijven in het handelsregister.
Nederland kent een zogenaamd gesloten systeem van rechtspersonen. Dit houdt in dat de wet aangeeft wanneer een juridische entiteit rechtspersoonlijkheid heeft, wat daarvoor de regels zijn, en dat bijvoorbeeld een zelfbedachte entiteit met rechtspersoonlijkheid niet mogelijk is buiten de kaders van het Burgerlijk Wetboek (zie artikel 25). Alle Nederlandse soorten rechtspersoon naar civiel recht zijn dan ook te vinden in boek 2 van het Burgerlijk Wetboek.

## Indeling wet
Boek 2 van het Burgerlijk Wetboek, het deel over rechtspersonen, is als volgt opgebouwd:
- Algemene bepalingen
- Bepalingen over afzonderlijke categorieën van rechtspersonen:
  - Verenigingen
  - Coöperaties en onderlinge waarborgmaatschappijen
  - Naamloze vennootschappen
  - Besloten vennootschappen
  - Stichtingen
- Fusie en splitsing
- Bepalingen over de controle op het functioneren van rechtspersonen:
  - Geschillenregeling en recht van enquête
  - De jaarrekening en het jaarverslag

## Algemene bepalingen
Een rechtspersoon is een juridische entiteit waaraan de wet rechtspersoonlijkheid toekent, met rechten en verplichtingen. Voor oprichting en ontbinding gelden vormvereisten.
In de algemene bepalingen staan regels die voor alle rechtspersonen in Boek 2 Burgerlijk Wetboek gelden. Allereerst worden in artikel 1 aan bepaalde publiekrechtelijke organen rechtspersoonlijkheid naar burgerlijk recht gegeven. Een aantal van deze rechtspersonen wordt bij naam genoemd (bijvoorbeeld de Staat, provincies en gemeenten) maar de regeling kent een open einde. Of een publiekrechtelijk orgaan rechtspersoonlijkheid heeft naar burgerlijk recht, hangt af van de vraag of het publiekrechtelijk orgaan via een andere wet verordenende bevoegdheid heeft gekregen of bij wet is bepaald dat het rechtspersoonlijkheid bezit.
Kerkgenootschappen kennen hun eigen regeling in artikel 2. Deze rechtspersonen worden eigenlijk buiten het kader van Boek 2 Burgerlijk Wetboek geplaatst. Zij kunnen dus, bij wijze van uitzondering, geheel hun eigen regeling kennen voor interne organisatie, maar ook voor vertegenwoordiging richting derden. Dit is een punt om rekening mee te houden indien een derde zaken doet met een kerkgenootschap.
In artikel 3 wordt rechtspersoonlijkheid gegeven aan alle rechtsvormen die in Boek 2 Burgerlijk Wetboek staan. Deze rechtsvormen worden hieronder kort besproken.
Enkele belangrijke onderdelen van de algemene bepalingen beschrijven doelsoverschrijding (artikel 7), interne aansprakelijkheid van bestuurders (artikel 9), de algemene boekhoudplicht (artikel 10), regels omtrent interne besluitvorming van organen van de rechtspersoon en vernietiging/nietigheid van besluiten van de rechtspersoon en ontbinding en liquidatie van de rechtspersoon. Ten slotte wordt een aantal begrippen gedefinieerd die op meerdere plaatsen in Boek 2 Burgerlijk Wetboek worden gebruikt, zoals de begrippen dochtermaatschappij en groepsmaatschappij.

## Verenigingen
De kernelementen van een vereniging zijn:
- het hebben van leden;
- geen winst verdelen onder leden.

Bij verenigingen moet onderscheid gemaakt worden tussen de vereniging met en zonder volledige rechtsbevoegdheid (de zogenaamde informele vereniging). De vereniging met volledige rechtsbevoegdheid heeft statuten die zijn neergelegd in een notariële akte en is geheel zelfstandig drager van rechten en verplichtingen. De vereniging zonder volledige rechtsbevoegdheid is niet geheel zelfstandig en kan vormvrij ontstaan. De plaatselijke kaartbijeenkomst van buurtbewoners zou in dat verband best eens een informele vereniging kunnen zijn. Het grote verschil tussen deze twee soorten verenigingen is erin gelegen dat:
- een informele vereniging geen erfgenaam kan zijn (bij testament aangewezen);
- de bestuurders van de informele vereniging hoofdelijk aansprakelijk zijn naast de vereniging voor bepaalde rechtshandelingen van de informele vereniging.

De standaard vereniging bestaat uit een bestuur en een ledenvergadering. Het bestuur heeft de algehele leiding over de vereniging. Tevens vertegenwoordigt het bestuur de vereniging zowel in als buiten rechte. Een belangrijk element bij de vereniging betreft overeenkomsten tot verkrijging, vervreemding en bezwaring van registergoederen en het aangaan van overeenkomsten waarbij de vereniging zich als borg of als medeschuldenaar verbindt, zich voor een derde sterk maakt of zich tot zekerheidstelling voor een schuld van een ander verbindt. Dit moet expliciet in de statuten zijn toegestaan, want anders kan de vereniging dat niet. Deze bepaling heeft werking jegens derden en is daarom in de praktijk een belangrijk aandachtspunt. De ledenvergadering wordt gevormd door de leden en bezit bepaalde kernbevoegdheden. In principe benoemt de ledenvergadering het bestuur, maar de wet kent hierop een paar uitzonderingen. Tevens zal de ledenvergadering de bevoegdheid hebben tot statutenwijziging.
Deze structuur van bestuur en een ledenvergadering is geen verplicht stramien. Bij grotere verenigingen is geregeld sprake van afdelingen en onderverenigingen. Het kan zelfs zo zijn dat van de hoofdvereniging slechts verenigingen lid zijn en geen natuurlijke personen. De wet biedt vrij veel ruimte om deze structuur naar eigen goeddunken in te kleden. Dit kan dan ook behoorlijk ingewikkeld worden in de praktijk. Het uitgangspunt van een bestuur en een algemene ledenvergadering blijft behouden, maar kan op meerdere niveaus worden ingekleed.

## Coöperaties en onderlinge waarborgmaatschappijen
De coöperatie is een bijzondere vorm van een vereniging. Het is een rechtsvorm voor gemeenschappelijk eigendom die een belangrijke rol speelde in de economische emancipatie van grote groepen van de bevolking, vooral rond de eeuwwisseling van de 19de naar de 20e eeuw. Bekende coöperaties zijn bijvoorbeeld FrieslandCampina en de Rabobank. Ook de onderlinge waarborgmaatschappij is een bijzondere vereniging. Het algemene verenigingenrecht wordt van toepassing verklaard op de coöperatie en de onderlinge waarborgmaatschappij tenzij de wet in deze titel daarvan afwijkt. Het belangrijkste verschil tussen de gewone vereniging en de coöperatie is dat de coöperatie winst aan de leden mag uitkeren, bij een gewone vereniging mag dit niet.

## Naamloze vennootschappen
De naamloze vennootschap, geregeld in Titel 4, is een zogenaamde kapitaalvennootschap met een in aandelen verdeeld kapitaal. Zij wordt opgericht bij notariële akte en voor de oprichting is een verklaring van geen bezwaar van het Ministerie van Justitie vereist. De statuten bevatten de naam, de zetel en het doel van de vennootschap en in de naam moeten de letters N.V. voorkomen.
Een naamloze vennootschap kent een zogenaamd maatschappelijk kapitaal en een geplaatst kapitaal. Het maatschappelijk kapitaal is een waarde die in de statuten van de naamloze vennootschap is vermeld. Dit is een waarde die aangeeft hoe groot het kapitaal van de naamloze vennootschap maximaal kan bedragen. Indien men meer geplaatst kapitaal uit wil geven dan het maatschappelijk kapitaal bedraagt, moeten de statuten gewijzigd worden. Het maatschappelijk kapitaal is dus een fictieve waarde en geeft niet aan wat het daadwerkelijke kapitaal van de naamloze vennootschap is. Het werkelijke kapitaal wordt weergegeven door het geplaatst kapitaal. Dit is een reële waarde waarvan de waarde in totaal verder niet in de statuten wordt weergegeven. Het geplaatste kapitaal moet bij oprichting minimaal € 45.000 bedragen en staat in de vorm van aandelen daadwerkelijk uit bij aandeelhouders.
Het gaat bij een naamloze vennootschap natuurlijk om aandelen als we het over het geplaatst kapitaal hebben. De naamloze vennootschap kan aandelen op naam kennen, maar ook aandelen aan toonder. Bij aandelen op naam is de vennootschap in principe op de hoogte van de identiteit van de aandeelhouder en bij aandelen aan toonder moet de vennootschap maar afwachten wie er komt opdagen op de aandeelhoudersvergadering met de aandelen aan toonder in de hand (dit is natuurlijk een versimpelde weergave, welke niet (meer) noodzakelijk overeenstemt met de praktische gang van zaken). Voor beursvennootschappen zijn aandelen aan toonder van belang. Doordat de aandelen aan toonder zijn kunnen zij op eenvoudige wijze vrijelijk worden verhandeld op de beurs. Aandelen op naam moeten namelijk in principe geleverd worden bij notariële akte hetgeen onwerkbaar zou zijn voor een beursvennootschap.
Dan rijst de vraag wat nou precies het karakter van een aandeel is. Een aandeel kan worden omschreven als een vordering van de aandeelhouder op de vennootschap met een voorwaardelijk karakter. De aandeelhouders staan achteraan in de rij van schuldeisers. Je kan het aandeel zien als een rechtsbetrekking tussen aandeelhouder en vennootschap met meerdere lijnen. Dit zijn financiële betrekkingen zoals storting op aandelen en dividenden/uitkeringen op aandelen en zeggenschapsbetrekkingen in de vorm van stemrecht. Bij uitgifte van aandelen moeten de aandelen volgestort worden, althans, in ieder geval voor de nominale waarde. De nominale waarde van een aandeel staat in de statuten vermeld bij de vermelding van het maatschappelijk kapitaal. De besloten vennootschap kent alleen maar aandelen op naam wat dus een verschil is met de naamloze vennootschap. De naamloze vennootschap kan ook aandelen aan toonder hebben en daarom is het belangrijk dat bij de uitgifte van aandelen, als de aandeelhouder die de aandelen krijgt nog bekend is, het aandeel in ieder geval volgestort wordt. De volstorting van het aandeel kan in geld geschieden maar ook in natura. Als het aandeel in natura wordt volgestort is een verklaring van een accountant vereist over de goederen die dan worden ingebracht in de vennootschap (dit ter bescherming van de vennootschap).
De statuten van een naamloze vennootschap kunnen een blokkeringsregeling bevatten die de overdraagbaarheid van aandelen beperkt. Deze regeling mag niet van dien aard zijn dat de overdracht van aandelen onmogelijk of uiterst bezwaarlijk wordt gemaakt. Deze regeling is niet verplicht bij de naamloze vennootschap en wel bij de besloten vennootschap. Dit is een van de belangrijkste verschillen tussen de naamloze vennootschap en de besloten vennootschap. Men kan zich voorstellen dat een beursvennootschap geen blokkeringsregeling kent terwijl een familie N.V. best eens een blokkeringsregeling in de statuten kan hebben.
De naamloze vennootschap kent een bestuur en, uiteraard, een algemene vergadering van aandeelhouders. Het bestuur van de naamloze vennootschap heeft de algehele leiding over de vennootschap en vertegenwoordigt haar in en buiten rechte. Besluiten kunnen aan goedkeuring van de aandeelhoudersvergadering worden onderworpen maar een dergelijke regeling kan in principe niet worden tegengeworpen aan een derde (anders, zie stichting\vereniging voor bepaalde besluiten). De aandeelhoudersvergadering benoemt het bestuur en heeft een aantal andere kernbevoegdheden. De algemene vergadering heeft onder meer de bevoegdheid de statuten te wijzigen, de jaarrekening al dan niet vast te stellen en een besluit tot ontbinding van de vennootschap te nemen.
De wet kent een regeling voor de situatie dat de vennootschap nog niet is opgericht, maar wel al namens de vennootschap rechtshandelingen worden verricht met derden. Kort gezegd houdt deze regeling in dat de persoon die namens de vennootschap in oprichting handelt, hoofdelijk aansprakelijk is voor de verbintenissen die hij namens de vennootschap in oprichting aangaat tot het moment dat de vennootschap is opgericht en deze rechtshandelingen heeft bekrachtigd. Deze bekrachtiging kan expliciet geschieden maar ook stilzwijgend, waarna de handelende persoon (meestal de oprichter) die aldus heeft gehandeld uit zijn hoofdelijk aansprakelijkheid is ontslagen.
De wet kent een behoorlijk aantal bepalingen met betrekking tot bescherming van het kapitaal van de naamloze vennootschap. Het kapitaal mag niet zomaar uitgekeerd worden of op andere wijze worden verminderd. Daarom bevat de wet een flink aantal bepalingen die erop toezien dat het kapitaal niet wordt uitgehold. Zo kent de wet en regeling voor inkoop eigen aandelen, kapitaalvermindering en geoorloofdheid van winstuitkeringen.
Een naamloze vennootschap kan ook een raad van commissarissen kennen. Dit kan een vrijwillige raad van commissarissen zijn maar ook een verplichte raad van commissarissen bij de zogenaamde grote naamloze vennootschappen. De taak van de raad van commissarissen is toezicht op het beleid van het bestuur en op de algemene gang van zaken in de vennootschap. De raad van commissarissen voorziet het bestuur van advies. Bij een grote naamloze vennootschap is dit orgaan verplicht. De criteria daarvoor zijn het op drie opeenvolgende jaren voldoen aan twee van de drie criteria:
- het geplaatst kapitaal bedraagt ten minste € 16.000.000 (tot 1 oktober 2004 € 13.000.000);
- de vennootschap heeft verplicht een ondernemingsraad ingesteld;
- in de regels zijn ten minste 100 werknemers in Nederland werkzaam bij de vennootschap en haar afhankelijke maatschappijen.

De verplichting tot het hebben van een raad van commissarissen bij grote vennootschappen wordt het structuurregime genoemd. Er zijn een aantal uitzonderingen geformuleerd op het structuurregime om aan de praktijk tegemoet te komen (het zogenaamde gemitigeerde structuurregime). Dit structuurregime is tot stand gekomen in de jaren zeventig. Van origine is deze regeling geïntroduceerd om de ondernemingsraad van de vennootschap (werknemers) invloed te geven op de samenstelling van de raad van commissarissen van de vennootschap. Onder invloed van internationale tendensen neigt men er tegenwoordig toe de algemene vergadering van aandeelhouders meer voor het voetlicht te doen treden ten koste van de ondernemingsraad. De toekomst zal uitwijzen in hoeverre het structuurregime behouden blijft.
Het structuurregime voorziet in benoeming van commissarissen door de algemene vergadering van aandeelhouders met aanbevelingsrechten van de ondernemingsraad, de algemene vergadering van aandeelhouders en het bestuur. De kracht van het structuurregime bestaat uit het feit van aanbevelingsrechten (invloed ondernemingsraad op samenstelling raad van commissarissen) en het feit dat de raad van commissarissen het bestuur benoemt in plaats van de algemene vergadering van aandeelhouders. Deze regeling stuit op veel onbegrip in met name Angelsaksische landen, aangezien de macht van de algemene vergadering van aandeelhouders zo flink kan worden beperkt.

## Besloten vennootschappen
De regeling van de besloten vennootschap in Titel 5 kent veel overeenstemming met de regeling voor de naamloze vennootschap. De besloten vennootschap is in de wet gekomen in 1970 op grond van EU regelgeving. De Nederlandse wetgever heeft ervoor gekozen om op de besloten vennootschap de regeling van de naamloze vennootschap toe te passen met wijzigingen daar waar nodig. Een aantal verschillen die daaruit voortvloeien zijn hierboven reeds aangehaald. Zo kent de BV alleen aandelen op naam, een verplichte blokkeringsregeling voor overdragen van aandelen in haar kapitaal en niet de verplichting om per se de aandelen geheel voor de nominale waarde vol te storten bij uitgifte daarvan. Een ander verschil betreft het minimumkapitaal dat er bij de besloten vennootschap niet is. Tot 1 oktober 2012 bedroeg het minimumkapitaal voor een besloten vennootschap € 18.000.
Ook de besloten vennootschap wordt opgericht bij notariële akte. De statuten bevatten de naam, de zetel en het doel van de vennootschap en de toevoeging B.V. aan haar naam. Net zoals bij de naamloze vennootschap kent de besloten vennootschap een regeling voor oprichters (of andere personen) die handelen voor de vennootschap voor het moment van oprichting (de besloten vennootschap in oprichting, B.V. i.o) evenals de regels voor het storten van geld op aandelen en inbreng in natura.
De verplichte blokkeringsregeling bestaat normaliter uit een aanbiedingsregeling of een goedkeuringsregeling. Bij een aanbiedingregeling moet een aandeelhouder die zijn aandelen wenst over te dragen deze eerst aanbieden aan de medeaandeelhouders. Bij een goedkeuringsregeling moet de algemene vergadering van aandeelhouders of een ander orgaan, daartoe aangewezen in de statuten, de overdracht van de aandelen goedkeuren. Dit verklaart het woordje besloten in de naam besloten vennootschap (vroeger sloeg het waarschijnlijk op de toen afwezige publicatieplicht van jaarstukken bij de B.V.). De andere aandeelhouders hebben de mogelijkheid om de kring van aandeelhouders besloten te houden.
De regels omtrent kapitaalbescherming kennen bij de besloten vennootschap grote overeenstemming met de regeling voor de naamloze vennootschap, maar er zijn verschillen. Ook de regeling voor de raad van commissarissen en de structuurregeling kent een grote overlap met de regeling zoals die voor de naamloze vennootschap geldt.

## Stichtingen
Over stichtingen kan in het algemeen opgemerkt worden dat dit in wezen doelvermogens zijn. Belangrijke kenmerken voor de stichting zijn het niet hebben van leden en het uitkeringsverbod. In de praktijk bestaan er nog wel stichtingen met deelnemers waarbij de vraag is of het niet te veel lijkt op een vereniging. Op zich is een stichting met deelnemers (eventueel betalend) niet direct een stichting met leden (en dan dus in strijd met de wet). Men behoede zich echter voor een stichting waarbij deelnemers typische bevoegdheden hebben zoals bij een algemene vergadering bij een vereniging (bevoegdheid tot statutenwijziging, benoeming bestuur, vaststelling jaarrekening etc.) omdat daarmee het ledenverbod toch wel geraakt wordt. Het uitkeringsverbod houdt in dat de stichting niet ten doel mag hebben het doen van uitkeringen aan oprichters of aan hen die deel uitmaken van haar organen (bestuurders etc.). Uitkeringen aan anderen mag ook niet tenzij deze uitkeringen een ideële of sociale strekking hebben.
Een stichting hoeft in principe alleen maar een bestuur te hebben. In tegenstelling tot het soort dualisme wat we tegenkomen bij de vereniging, de naamloze vennootschap en de besloten vennootschap, hoeft bij de stichting dit dualisme dus niet aanwezig te zijn. Het bestuur vervult meer dan bij de andere genoemde rechtsvormen het middelpunt van de stichting. Uiteraard is het mogelijk om met een deelnemersvergadering en/of een raad van toezicht of iets dergelijks dualisme te creëren, maar verplicht is dit zeker niet. Het bestuur bestuurt de stichting en vertegenwoordigt ook de stichting in en buiten rechte. Een belangrijk element bij de stichting betreft overeenkomsten tot verkrijging, vervreemding en bezwaring van registergoederen en het aangaan van overeenkomsten waarbij de stichting zich als borg of als medeschuldenaar verbindt, zich voor een derde sterk maakt of zich tot zekerheidstelling voor een schuld van een ander verbindt. Dit moet expliciet in de statuten zijn toegestaan want anders kan de stichting dit niet. Deze bepaling heeft werking jegens derden.
Het uitkeringsverbod maakt de stichting in wezen bijzonder. Gesteld kan worden dat vermogen dat de stichting ingaat er niet meer op dezelfde wijze uitkomt. Een uitkering zal immers moeten beantwoorden aan het doel van de stichting en moet verder voldoen aan hetgeen daarover wettelijk is bepaald. Waar bij de vereniging, de naamloze vennootschap en de besloten vennootschap bij ontbinding van de rechtspersoon in principe het vermogen aan de leden of de aandeelhouders toekomt, zal bij ontbinding van een stichting het vermogen in principe gebruikt moeten worden voor doeleinden die in overeenstemming zijn met het doel van de stichting. Daarom wordt ook wel gezegd dat het brengen van vermogen in een stichting er toe leidt dat het vermogen in de dode hand komt.

## Fusie en splitsing
In titel 7, fusie en splitsing, wordt de juridische fusie en de juridische splitsing behandeld. Op grond van deze wettelijke bepalingen is het mogelijk om rechtspersonen juridisch met elkaar te laten fuseren of te splitsen. Deze juridische fusie en juridische splitsing moet niet verward worden met de aandelenfusie, bedrijfsfusie of het omzetten van een rechtspersoon in een andere rechtsvorm.
Er zijn verschillende manieren om bedrijven samen te voegen. Dit kan door middel van aandelenoverdracht, bedrijfsfusie, overdracht van activa/passiva etc. Via deze vormen van samenvoegen kunnen organisatorische of feitelijke verbanden tussen ondernemingen in ruime zin worden bewerkstelligd. De juridische fusie kent haar eigen kenmerken, waarvan het belangrijkste is dat daarmee het hele vermogen van een rechtspersoon (zowel de rechten als de verplichtingen) zonder verdere leveringshandelingen kunnen overgaan naar een andere rechtspersoon. Het grote voordeel van juridische fusie is dan ook dat met een procedure met als eindstap een notariële akte complexe vermogens met rechten en verplichtingen zonder medewerking van derden in een keer kunnen overgaan op een ander. Men kan zich voorstellen dat dit een bruikbaar instrument is bij rechtspersonen die bijvoorbeeld tienduizenden contracten met afnemers (consumenten) hebben. Het zou ondoenlijk zijn om iedere consument toestemming te vragen voor een overdracht van deze rechtsverhouding. Met juridische fusie kan dit eenvoudig plaatsvinden.
Het uitgangspunt is dat rechtspersonen met dezelfde rechtsvorm met elkaar kunnen fuseren. De B.V. wordt daarbij als dezelfde rechtsvorm als de N.V. gezien. De wet zet uiteen welke rechtspersoon met welke rechtspersonen kunnen fuseren.
Het grootste gedeelte van de fusiewetgeving ziet op het proces om tot een juridische fusie te komen. Er is veel aandacht voor de procedure die bij een juridische fusie komt kijken. Het proces van een juridische fusie kan kort worden omschreven worden als volgt:
- de besturen van de te fuseren rechtspersonen (dat zijn er ten minste twee) stellen gezamenlijk een voorstel tot fusie op; in de wet staat nauwkeurig omschreven wat in het fusievoorstel moet worden opgenomen. Een eventuele raad van commissarissen heeft een toezichthoudende functie in de zin dat zij het voorstel tot fusie ook ondertekent;
- bij het voorstel tot fusie hoort een toelichting; deze toelichting kan zeer beknopt zijn, maar kan onder omstandigheden ook enige omvang krijgen;
- ten slotte dienen vermogensopstellingen te worden gemaakt van de te fuseren rechtspersonen indien de laatste jaarrekening(en) al langer dan zes maanden geleden is (zijn) gemaakt.

Deze documenten (het voorstel tot fusie, de laatste drie vastgestelde jaarrekeningen of andere financiële verantwoordingen en de drie laatste jaarverslagen en eventueel de tussentijdse vermogensopstellingen) worden ter inzage gelegd bij het handelsregister van elke te fuseren rechtspersoon en ten kantore van de rechtspersonen zelf. Vervolgens wordt daarvan melding gemaakt in een advertentie in een landelijk dagblad. Eventueel wordt ook het advies van de ondernemingsraad ter inzage gelegd ten kantore van de te fuseren rechtspersonen.
Gedurende een maand kunnen schuldeisers verzet aantekenen tegen het voorstel tot fusie. Een schuldeiser kan succesvol verzet aantekenen tegen een fusie tenzij de schuldeiser voldoende waarborgen heeft of de vermogenstoestand van de verkrijgende rechtspersoon na de fusie niet minder waarborg zal bieden dat de vordering van de schuldeiser zal worden voldaan dan voor de fusie het geval was. In de praktijk komt verzet weinig voor en indien verzet wordt aangetekend, zal het verzet niet snel slagen.
Na het volgen van deze procedure kan het daadwerkelijke besluit tot fusie worden genomen. De wet geeft aan welk orgaan (het bestuur, de algemene vergadering van aandeelhouders etc.) het besluit tot fusie moet nemen. Voor de stichting gelden eventueel nog bijzondere bepalingen. Vervolgens wordt de fusie voltrokken door het passeren van een notariële akte daartoe. In deze akte zal in het kort de procedure van de fusie zijn beschreven met als slot de constatering dat bij het tekenen van de akte de fusie wordt voltrokken. Een bijzonderheid van fusie is dat deze juridisch pas effect heeft een dag na de dag van het passeren van de akte van fusie.
Voor de N.V. en de B.V. zijn een aantal bijzondere bepalingen in de wet opgenomen. Een voor de praktijk belangrijke bepaling betreft de uitzonderingen voor de eenvoudige fusie. Als een moedermaatschappij alle aandelen in een dochtermaatschappij houdt, worden de regels voor fusie eenvoudiger dan bij een fusie tussen twee bedrijven met (deels) verschillende aandeelhouders.
Voor splitsingen geldt een gelijksoortige regeling die natuurlijk andere gevolgen heeft dan bij juridische fusie. Door splitsing van het vermogen van een rechtspersoon kan, hetzelfde als bij juridische fusie, op vrije eenvoudige wijze vermogen van een rechtspersoon overgaan naar een andere rechtspersoon. Deze overgang geschiedt net als bij juridische fusie onder algemene titel, zodat de rechtspersoon die het (deel van het) vermogen krijgt, de positie van de splitsende rechtspersoon in feite voortzet. Een verschil met juridische fusie is het feit dat bij de splitsing aangegeven moeten worden welke vermogensbestanddelen overgaan in de splitsing. Bij complexe vermogens kan dit dus enige boekhoudkunsten met zich meebrengen. De procedure is vergelijkbaar met die van fusie waarbij de wet vrij nauwkeurig de te verschaffen informatie voorschrijft. Vanuit de aard van splitsing is deze regeling iets uitgebreider (en meer ingewikkeld) dan fusie, omdat het hier om delen van vermogens gaat en niet om gehele vermogens (waarbij dus niets te gespecificeerd hoeft te worden).

## Geschillenregeling en recht van enquête
De geschillenregeling is in principe geschreven voor de besloten vennootschap. Deze regeling wordt ook van toepassing verklaard op de naamloze vennootschap als de naamloze vennootschap in kwestie alleen aandelen op naam kent (dus geen aandelen aan toonder), een blokkeringsregeling kent en geen certificaten op aandelen aan toonder toelaat. Een naamloze vennootschap met zulke kenmerken lijkt dermate op een besloten vennootschap dat gelijkschakeling voor de hand ligt.
De geschillenregeling kent een bepaling op grond waarvan een aandeelhouder met voldoende aandelen kan verzoeken dat een andere aandeelhouder zijn aandelen aan hem overdraagt. Daarvoor is het nodig dat de aandeelhouder die zijn aandelen zou moeten aanbieden door zijn gedragingen het belang van de vennootschap zodanig schaadt, dat het niet redelijk zou zijn dat hij aandeelhouder blijft. Met deze regeling kan worden bewerkstelligd dat een onbestuurbaar geraakte vennootschap weer vlot wordt getrokken, doordat een aandeelhouder die onredelijk dwars blijft liggen eruit wordt gezet.
Een spiegelbeeld van deze regeling staat verderop in de wet. Een aandeelhouder die het leven (rechtens)(te) zuur wordt gemaakt, kan eisen dat zijn aandelen verplicht worden overgenomen door de andere aandeelhouders. Voor beide regeling geldt dat uiteindelijk de rechter het eindoordeel geeft, al dan niet op basis van een zogenaamd deskundigenbericht.
Het recht van enquête kent een bredere toepassing dan de geschillenregeling. De coöperatie, de onderlinge waarborgmaatschappij, de naamloze vennootschap en de besloten vennootschap vallen hoe dan ook onder deze regeling. De stichting en de vereniging (met volledige rechtsbevoegdheid) komen voor deze regeling in aanmerking als zij een onderneming drijven waarvoor een ondernemingsraad moet worden ingesteld op grond van de wet.
Bepaalde belanghebbenden kunnen een verzoek doen bij de Ondernemingskamer van het Gerechtshof te Amsterdam tot het instellen van een enquête. De enquête kan dienen om een onderzoek in te stellen naar het beleid en gang van zaken van een rechtspersoon. Dit middel vormt een vrije informele manier om de gang van zaken bij een rechtspersoon aan de kaak te stellen. Omdat de Ondernemingskamer van het Gerechtshof Amsterdam deze wettelijke procedure serieus heeft opgepakt en daarbij bereid is ver te gaan, heeft dit middel zich in de praktijk ontwikkeld tot een belangrijke breekijzer, mede door de publiciteit die dit met zich mee kan brengen.
De Ondernemingskamer wijst het verzoek tot een onderzoek alleen toe als er sprake is van gegronde redenen om aan een juist beleid te twijfelen. Als het verzoek wordt toegewezen, benoemt de Ondernemingskamer één of meer onderzoekers die een onderzoek naar het beleid van de rechtspersoon uit zullen voeren. Deze onderzoekers hebben de nodige bevoegdheden om dit onderzoek uit te voeren en kunnen bijvoorbeeld getuigen oproepen. Uiteindelijk wordt de uitslag van het onderzoek neergelegd bij de Ondernemingskamer van het Gerechtshof te Amsterdam.
Als uit het onderzoek blijkt dat er wanbeleid is, kan de Ondernemingskamer op verzoek van de oorspronkelijke verzoeker of om redenen van openbaar belang de volgende voorzieningen treffen:
- schorsing vernietiging van een besluit van de bestuurders, van commissarissen, van de algemene vergadering van aandeelhouders of van een ander orgaan van de rechtspersoon;
- schorsing of ontslag van een meer bestuurders of commissarissen;
- tijdelijke aanstelling van een of meer bestuurders of commissarissen;
- tijdelijke afwijking van de door de Ondernemingskamer aangegeven bepalingen van de statuten;
- tijdelijke overdracht van aandelen ten titel van beheer;
- ontbinding van de rechtspersoon.

Uit het bovenstaande lijstje blijkt al dat de bevoegdheden van de Ondernemingskamer voldoende sterk zijn om een recht van enquête te vrezen als bestuur van een vennootschap. Naast het formele karakter van de regels van Boek 2 van het Burgerlijk Wetboek is het recht van enquête een welkome en praktische regeling voor het oplossen van problemen in de praktijk (dit soms tot frustratie van bestuurders van een rechtspersoon).

## Jaarrekening en jaarverslag
Het raamwerk van de eisen aan financiële verantwoording van de coöperatie, de onderlinge waarborgmaatschappij, de naamloze vennootschap en de besloten vennootschap is neergelegd in deze titel. Deze regels zijn ook van toepassing op bepaalde vennootschappen onder firma, commanditaire vennootschappen of de stichting en de vereniging met een onderneming van bepaalde omvang (de zogenaamde commerciële vereniging en stichting). Deze regels vormen een specifieke aanvulling op de algemene regels voor het voeren van een boekhouding.
Dat men een dergelijke algemene boekhouding moet voeren geldt voor iedereen met een bedrijf – dus ook de eenmanszaak – op grond van art. 2:10 BW en artikel 3:15i BW. Deze regels moeten worden onderscheiden van de fiscale regels voor balansen. De regels in het civiele recht zijn met name geënt op het geven van een financieel beeld op een bepaalde datum, terwijl de regels voor de fiscale balans alleen maar zijn gericht op het resultaat (dat vervolgens belast wordt).
Het idee achter de verplichting tot het opstellen en publiceren van een jaarrekening kent zijn oorsprong in het wezen van de rechtspersoon zelf. Omdat de rechtspersoon slechts een fictie is, zal een derde op enige wijze moeten kunnen achterhalen waarmee hij zaken doet. Om derden in staat te stellen de gegoedheid van een potentiële wederpartij te beoordelen, is inzage in het financiële reilen en zeilen van de rechtspersoon/wederpartij vereist. Dit heeft zich ontwikkeld tot het jaarrekeningenrecht. 
Het algemene uitgangspunt van het Nederlandse jaarrekeningenrecht is: de jaarrekening geeft volgens normen die in het maatschappelijk verkeer als aanvaardbaar worden beschouwd een zodanige inzicht dat een verantwoord oordeel kan worden gevormd omtrent het vermogen, het resultaat, de solvabiliteit en liquiditeit van de rechtspersoon. Kort gezegd moet de jaarrekening een getrouw beeld van de financiële stand van zaken geven. 
De wet geeft allereerst in hoofdlijnen aan hoe de posten van de balans gerangschikt worden. Ook de algemene opzet van de winst-en-verliesrekening en de toelichting daarop wordt voorgeschreven door de wet. Uit de opsomming van de eisen gesteld aan de toelichting valt op te maken dat hieraan een belangrijke toegevoegde waarde wordt toegekend (zie bijvoorbeeld de eis tot vermelding van verplichtingen uit langlopende overeenkomsten). 
De wet geeft aan van welke beginselen uitgegaan moet worden. Dit geeft richting aan de wijze waarop een onderneming haar cijfers moet presenteren. Deze beginselen kunnen echter in theorie door iedereen op een andere manier gewaardeerd  worden. Er bestaat dus veel ruimte om tot een eigen afweging te komen over hoe bepaalde feiten in een jaarrekening moeten worden opgenomen. Een jaarrekening van een bedrijf, opgesteld door bestuurder A, zou dus best heel anders eruit kunnen zien dan de jaarrekening van hetzelfde bedrijf opgesteld door bestuurder B als hij van deze rechtspersoon bestuurder zou zijn geweest. Terwijl in beide gevallen de jaarrekening in overeenstemming zou zijn met de wet. Dat vormt de moeilijkheid van het jaarrekeningenrecht, maar ook de charme. De lezer van een jaarrekening zal verbanden moeten leggen en zijn eigen afwegingen moeten maken van de feiten zoals deze worden gepresenteerd in de jaarrekening.
Indien de onderneming van de rechtspersoon een bepaalde omvang heeft, moet de jaarrekening worden onderzocht door een accountant. De accountant moet zich ervan overtuigen dat de jaarrekening een getrouw beeld geeft, zoals de wet dat voorschrijft. Als de accountant van mening is dat dit het geval is, zal hij de zogenaamde goedkeurende verklaring geven. Als de accountant een voorbehoud wil maken in zijn oordeel over de jaarrekening van het bestuur, kan hij dit in zijn goedkeuringsverklaring opnemen. Dit zal voor een buitenstaander een waarschuwing zijn dat gedeelten van de jaarrekening verduidelijking behoeven. Als de accountant gegronde twijfel heeft over de jaarrekening, dan kan hij zijn goedkeurende verklaring onthouden. Het onthouden van de goedkeuring door de accountant is een belangrijk signaal naar derden dat er iets mis is, zeker bij grotere (meer bekende) ondernemingen.
De wet kent bepalingen voor openbaarmaking van de jaarrekening en het jaarverslag. Iedereen kan bij de Kamer van Koophandel de jaarrekening het jaarverslag van een rechtspersoon opvragen tegen een geringe vergoeding. Voor kleine en middelgrote ondernemingen geldt een beperking van de openbaarmaking. Dergelijke bedrijven hoeven hierdoor niet zeer gedetailleerd informatie openbaar te maken.

#### 403-verklaring
De term 403-verklaring verwijst naar artikel 2:403 BW. Het eerste lid onderdeel f van dat artikel betreft een verklaring van een rechtspersoon of vennootschap dat deze zich hoofdelijk aansprakelijk stelt voor de uit rechtshandelingen van een andere rechtspersoon voortvloeiende schulden. Dergelijke verklaringen worden in de praktijk veel gebruikt. Als de moedermaatschappij zich hoofdelijk aansprakelijk stelt voor de verplichtingen uit rechtshandelingen van een groepsmaatschappij, de financiële gegevens van die groepsmaatschappij in haar eigen geconsolideerde jaarrekening verwerkt en aan enkele andere vereisten wordt voldaan, hoeft deze dochtermaatschappij haar individuele cijfers niet apart te publiceren en hoeft op die individuele cijfers geen aparte accountantscontrole plaats te vinden. Het gebruikmaken van deze regeling kan kosten besparen en kan buitenstaanders het zicht op concurrentiegevoelige financiële gegevens ontnemen. Overigens geldt dat bij grote concerns mogelijk ook een plicht tot consolidatie bestaat, omdat hiermee aan de buitenstaander een goed totaalbeeld van de economische groep van rechtspersonen wordt gegeven. Consolidatie van balanscijfers is dus niet altijd vrijwillig.
Ten slotte kent de wet nog een aantal aparte bepalingen over de jaarrekening voor banken en voor verzekeringsmaatschappijen.

## Vennootschappen
Niet alle bedrijven met een ‘vennootschapsvorm’ hebben rechtspersoonlijkheid. Vennootschapsvormen die als rechtspersoon aan het handelsverkeer kunnen deelnemen en dus in dit artikel en in Boek 2 B.W. worden behandeld, zijn:
- de naamloze vennootschap (nv)
- de besloten vennootschap (bv)
- de coöperatie
  - coöperatie met beperkte aansprakelijkheid (BA)
  - coöperatie met uitgesloten aansprakelijkheid (UA)
  - coöperatie met wettelijke aansprakelijkheid (WA)
- de onderlinge waarborgmaatschappij

Vennootschapsvormen zónder eigen rechtspersoonlijkheid, die dus in dit artikel en in Boek 2 niet worden behandeld, zijn:
- de maatschap
- de vennootschap onder firma (vof)
- de commanditaire vennootschap (cv)

## Wetsgeschiedenis
Boek 2 was in 1976 het tweede onderdeel van het Nieuw Burgerlijk Wetboek dat werd ingevoerd. De invoering in 1992 van de delen over het vermogensrecht (onder andere de boeken 3, 5 en 6) leidde ook tot wijzigingen in boek 2.
In 2001 is Boek 2 Burgerlijk Wetboek gewijzigd op het punt van decharge van bestuurders en commissarissen. Sindsdien leidt het vaststellen van de jaarrekening door de algemene vergadering niet meer automatisch tot 'kwijting' (decharge) van de betrokken bestuurders of commissarissen.
In oktober 2004 is de structuurregeling aangepast, met als belangrijkste wijziging de benoeming van commissarissen door de algemene vergadering en niet meer door de commissarissen zelf. Bij deze wijziging zijn ook aanpassingen aangebracht voor de naamloze vennootschap en de besloten vennootschap in het algemeen.